# Trunks
Trunks (トランクス; Torankuszu; Hepburn: Torankusu) a Dragon Ball Z, Dragon Ball GT és a Dragon Ball Super című anime- és manga sorozatok egyik főszereplője. Vegita és Bulma fia. Trunks két módon jelenik meg: Jövőbeli Trunks és (Kicsi) Trunks. Szinkronhangjai: Japán – Kuszao Takesi, Magyar – Szokol Péter.

## Jövőbeli Trunks
Jövőbeli Trunks a Dragon Ball Z manga- és animesorozat szereplője. Vegita és Bulma fia, aki az anyja által készített időgépet felhasználva jön a jövőből, hogy segítséget kérjen a világát folyamatosan pusztító androidok / C-17 és C-18 / ellen.

### Eredet
Dermesztő halála után 3 évvel két android jelenik meg, akiket az egykori Vörös Szalag Csoport által foglalkoztatott Dr. Gero alkotott, hogy bosszút álljanak Son Gokun a Vörös Szalag Csoport bukásáért. Később ezek az androidok elpusztították a tervezőjüket, Dr. Gerot és elkezdtek rombolni pusztán a saját örömükre. Miután nem voltak felkészülve rájuk, Vegita és a többi harcos sorra elbuktak, Gokut pedig még ez előtt szív betegség győzte le.
Az androidok folytatták a pusztítást. Egyedül Jövőbeli Gohan maradt, aki felvette velük a harcot, noha nem sok sikerrel. Son Gohan elkezdte edzeni Trunksot, elsősorban a szuper-csillagharcos transzformációra, amit nem sikerült elérnie közös edzésük során.
Egy alkalommal Gohan (Trunksot hátrahagyva) összecsapott az androidokkal, azonban ez alkalommal az androidok teljesen legyőzték Gohant és megölték. Trunks késve megérkezett (ki volt ütve) és már csak mestere holttestét találta meg, saját dühe és fájdalma hatására elérte a Super Saiya-jin első szintjét. 17 évesen újra felvette a harcot az androidokkal szemben, immár Super Saiya-jinként. Azonban rá kellett jönnie, hogy ereje még mindig nem elég ahhoz, hogy legyőzze C17-et és C18-at. Ezek után anyja időgépével visszament az időben (valójában egy másik idősíkot hozva létre ezzel), hogy találkozzon Gokuval, azért, hogy értesítse a közelgő veszélyről.

### Megjelenés
Trunks Saiya-jin (csillagharcos) származása ellenére megjelenésben meglehetősen elüt a hagyományos Saiya-jin kinézettől: levendulaszínű hajjal és kék szemmel rendelkezik, amelyeket egyértelműen Bulmától örökölt. Azonban az arca némileg emlékeztet Vegitáéra, ahogyan azt páran meg is jegyezték a sorozat során. Amíg elkezdi az edzést a Lélek és Idő Termében Vegitával, addig kék Capsule Corporation logóval ellátott kabátot, fekete pólót, barna övet, fekete nadrágot és barna csizmát hord. Miután elkezd edzeni az apjával, ugyanolyan ruhát kezd el hordani ő is: kék kezes-lábas, fehér kesztyű és csizma, valamint Saiya-jin típusú mellpáncél. Trunks legjellegzetesebb eszköze az egyenes kétélű kardja, amit többször bevet, míg C18 el nem töri. Azonban a Super Android 13 és a Bojack Unbound című filmekben ismét előkerül, és használja a kardját.

### Személyiség
Trunks személyisége, szemben az apjáéval, nagyon tisztelettudó és kifinomult. Becsületes, segítőkész és egyenes személy, aki nagyra tartja barátait és megpróbál annyit tanulni tőlük, amennyit csak lehet. Nagyon megfontolt, tanul a hibáiból (ezt mutatja az is, hogy a Ultra Super Saiya-jin szintjének használatát elveti) és jobban kedveli a minél kevesebb kockázattal járó megoldásokat, például inkább még inaktív állapotban pusztította volna el az androidokat, szemben apjával, aki hagyta volna, hogy C20 (Dr. Gero) aktiválja őket, hogy megküzdhessen velük. Ezen konfliktusok ellenére tiszteli és szereti apját, ami több alkalommal bizonyossá válik. Miután Tökéletes Cell megölte Trunksot, bizonyos lett az is, hogy Vegita is kedveli Trunksot, eltérő mentalitásuk ellenére.

### Képességek
Trunks edzésének és Saiya-jin származásának köszönhetően nagy erőre, sebességre, és ki feletti uralomra tett szert.
Technikák, képességek
- Ki-érzékelés/rejtés: Képes érzékelni mások ki-jét, ezáltal megmondani a helyzetét és erejét, valamint elrejteni a sajátját, hogy őt ne vehessék észre.
- Bukujutsu: Trunks képes repülni a ki-je segítségével
- Változatos ki-lövések
- Masenko: Trunks két kezét a homlokához teszi tenyérrel kifelé, energiát gyűjt, és lő egy sárga sugarat. Ezt a technikát Broly: The Legendary Super Saiya-jin című filmben használta.

Trunksnak sikerült elérnie a Super Saiya-jin 1. szintet. A Lélek és Idő Termében elérte a Ultra Super Saiya-jin szintjét, amelyek jelentősen növelik a használó erejét az izomtömeg megnövelése által. Később a Ultra szintű transzformációt elveti, ugyanis Tökéletes Cell elleni harca során kiderül, hogy az izom növelése csökkenti a sebességet, így használhatatlanná teszi a transzformáció ezen változatát (erre Goku is rájön), ezért visszatér az első szintű transzformációhoz.

## Trunks

Goten és Trunks SSJ1-ben

Trunks (Kicsi Trunks) a Dragon Ball Z című anime-ben és mangában, valamint a Dragon Ball GT című anime-ben szerepel. Vegita és Bulma jelen idősíkbeli gyermeke (megkülönböztetendő a másik idősíkból származó Jövőbeli Trunkstól). Kezdetekben csecsemőként, a Majin Buu részektől gyerekként, a Dragon Ball GT végéig pedig tinédzserként jelenik meg.

### Megjelenés
Trunks kinézete nem különbözik Jövőbeli Trunksétól: ugyanúgy levendulalila haja és kék szeme van.
A Dragon Ball Z-ben zöldes gí-t, piros csuklóvédőt és övet, valamint barna csizmát visel. A GT-ben öltözetét fekete, hosszúujjú pólóra vagy pulóverre, barna kesztyűre és cipőre, valamint fehér térdig érő nadrágra váltja.
Trunksnak érdekes módon nincs kardja, ellentétben jövőbeli megfelelőjével. Bár a Wrath of the Dragon című filmben kardot kap Tapiontól és a Dragon Ball GT felvezető animációiban is karddal jelenik meg, magában sorozatban nincs kardja és nem is használ kardot.

### Személyiség
Alapvetően kedves, jószándékú és játékos, ám hajlamos a szabályokat figyelmen kívül hagyni és megszegni csak a szórakozás kedvéért. Jellemzően ő az, aki Gotent mindenbe belerángatja. Rendkívül tiszteli apját, de ez a tisztelet nem terjed ki egyértelműen másokra (például amikor gyávának tartotta Gokut amiért nem harcolt Majin Buuval). Ha bizonyítanak előtte, akkor elismeri az érdemeket (miután látta Super Saiya-jin 3 Gokut Majin Buuval harcolni, már sokkal engedelmesebb lett).
Tiniként leginkább Jövőbeli Trunks személyiségjegyei jelennek meg: megfontolt, óvatos, segítőkész és tisztelettel bánik barátaival és szövetségeivel. Érdekes módon igen gyakran az ő kárára történnek az események (például őt öltöztetik be menyasszonynak, hogy megtévesszék Zunamát). Gotenhez hasonlóan ő is hajlamos elhanyagolni az edzést a fél-Saiya-jinekre jellemző harc iránt mutatott érdektelenség miatt.
Legjobb barátja Son Goten, barátságuk az egész sorozatot végigkíséri.

### Képességek
Trunks félig csillagharcos (anyai ágon földi), így nagy mértékű erővel, sebességgel és ki feletti uralommal rendelkezik.
Technikák, képességek
- Kí-érzékelés/rejtés: Mások élet- és harci energiáinak érzékelése, saját energiajel álcázása.
- Bukujutsu: Repülés ki felhasználásával.
- Final Flash: Trunks kiteszi a karjait oldalra, tenyérrel előre mutatva. Mindkét tenyerében energiát gyűjt, majd összeteszi a két kezét és lő egy sárga sugarat. Goten ellen vetette be 25. Küzdősport-Világbajnokságon (Tenkaichi Budokai).
- Változatos ki-lövések
- Zanzouken: Illúziókeltés gyors mozgással.
- Fúzió: Trunks képes fuzionálni Gotennel és így létrehozni Gotenks-et vagy másképpen Gotrunk-ot.

Már kisgyermekként elsajátította a transzformáció technikáját. Gotenhez hasonlóan neki sem kellett semmilyen speciális edzést végezni ehhez és nála sem jelenik meg semmilyen érzelmi torzulás (például: megnövekedett agresszió), miközben ebben a formában van. Ellenben Goten-nel fuzionálva 3. szintű Gotrunk állapotban beképzelt magabiztosság uralkodik el rajtuk.

## Gotenks

Gotrunk SSJ3 formában a Dragon Ball Z-ben

Gotenks (ゴテンクス; Gotenkusu, Gotenks, Trunkten) Son Goten és Trunks fúziójának (egyesülésének) eredményéből jött létre. 
Annak érdekében, hogy megmentsék a világot Majin Buutól, Goku és Ifjú Sátán megtanítja Gotennek és Trunksnak a "Fúzió" technikát, amely lehetővé teszi számukra, hogy átalakuljanak egy erős harcossá.  Gotenks többször összeütközik Buuval, még át is alakul hármas szintű szuper-csillagharcossá, de képtelen legyőzni Buut. Amikor Buu elpusztítja a Földet, Goten és Trunks meghalnak, de a kristálygömbök segítségével később újjáélednek.

## Fordítás
- Ez a szócikk részben vagy egészben  a   Trunks (Dragon Ball) című angol Wikipédia-szócikk fordításán alapul.  Az eredeti cikk szerkesztőit annak laptörténete sorolja fel. Ez a jelzés csupán a megfogalmazás eredetét és a szerzői jogokat jelzi, nem szolgál a cikkben szereplő információk forrásmegjelöléseként.